# Знамените личности Другог српског устанка
Списак знаменитих личности Другог српског устанка је списак вођа устанка и турских војних и политичких старешина. Србија је после Другог српског устанка добила аутономију у оквирима Османске империје.

## Вожд
За вожда Другог српског устанка изабран је Милош Обреновић. Он је за вожда новог устанка изабран на сабору у Такову, када је и званично објављено да је дигнут устанак. Титулу вожда задржао је све до краја устанка у септембру 1815.

## Устаничке старешине
Устаничке старешине били су народни прваци, који су преузели водство у Другом српском устанку. Они су учествовали у биткама и организовали устаничке операције. За разлику од претходне генерације вођа из Карађорђевог устанка, многе вође новог устанка били су из новије генерације устаничких вођа. Неки су били и учесници претходног устанка, попут Танаска Рајића, док су неки били у директном сродству са ранијим вођама устанка као што је случај са Симом Ненадовићем.
- Милош Обреновић Руднички оборкнез и врховни вожд Другог српског устанка
- Павле Цукић устанички командант
- Петар Николајевић Молер командант устаничке коњице у боју на Дубљу
- Арсеније Лома командант устаника из Качера
- Марко Штитарац
- Лазар Мутап устанички командант, погинуо у боју на Љубићу
- Јован Добрача устанички командант, учесник боја на Љубићу
- Јован Обреновић устанички командант, брат Милоша Обреновића
- Танаско Рајић капетан устаничке војске, погинуо као командант артиљерије у боју на Љубићу
- Милић Дринчић командант војске из Рудника у боју на Љубићу, погинуо у боју на Дубљу
- Сима Ненадовић брат Проте Матеије Ненадовића и командант војске из Ваљевске нахије, погинуо у коњичком нападу у боју на Дубљу

## Турске војне старешине
- Сулејман-паша Скопљак
- Хуршид-паша
- Ћаја-паша
- Ибрахим-паша Никшићки
- Марашли Али-паша